# Králova medaile za zásluhy
Králova medaile za zásluhy (norsky Kongens fortjenstmedalje) je norské státní vyznamenání založené roku 1908 králem Haakonem VII.

## Historie a pravidla udílení
Medaile byla založena 1. února 1908 králem Haakonem VII. Nahradila tak po rozpadu Švédsko-norské unie zrušené záslužné medaile Oskara II. Udílena je za mimořádné úspěchy v oblasti umělecké, vědecké, veřejnosprávní či obchodní. Zlatá medaile se udílí za úspěchy významné pro národ a společnost. Stříbrná medaile může být udělena za méně významné úspěchy. Dne 30. března 2012 byl status vyznamenání upraven.
Zlatá medaile se v hierarchii norských vyznamenání nachází na osmém místě za zlatou Medailí za hrdinské činy a před Medailí svatého Olafa. Stříbrná medaile s v systému nachází na jedenáctém místě za Služební medailí civilní obrany s vavřínovou ratolestí a před Medailí obrany.

## Třídy
Medaile je udílena v dvou třídách:
- zlatá medaile
- stříbrná medaile

## Popis medaile
Medaile kulatého tvaru je vyrobena ze stříbra nebo zlata. Na přední straně je podobizna vládnoucího krále a jeho moto. V případě krále Haakona VII. byl při vnějším okraji nápis HAAKON VII • NORGES KONGE • ALT FOR NORGE. Na zadní straně je věnec z dubových větví čtyřikrát propletený stuhou. Na okraji medaile je nápis KONGENS FORTJENSTMEDALJE. Uprostřed je vyryto jméno příjemce a rok udělení. Medaile je převýšena královskou korunou.
Stuha je červená se žlutým středovým pruhem.